# Northern Province, Sierra Leone
Northern Province är en av fyra provinser i Sierra Leone. Den är den både till yta och befolkning sett största provinsen. Vid folkräkningen 2015 hade Northern Province 2 508 201 invånare. Makeni är administrativ huvudort.
Provinsen bildades vid Sierra Leones administrativa omorganisation 1920 då med Makump som huvudort. Makeni blev huvudort 1931 för att 1932 ersättas med Freetown och 1939 åter bli huvudort.

## Administrativ indelning
Provinsen är indelad i fem distrikt:
- Bombali
- Koinadugu
- Port Loko
- Tonkolili
- Kambia

Dessa är i sin tur indelade i hövdingadömen.